# 傑克遜 (緬因州)
傑克遜（英語：Jackson）是一個位於美國緬因州瓦多縣的鎮。

## 人口
根據2020年美國人口普查的數據，傑克遜的面積為65.68平方千米，當中陸地面積為65.42平方千米，而水域面積為0.26平方千米。當地共有人口610人，而人口密度為每平方千米9人。